# マイアミ・ラプソディー
『マイアミ・ラプソディー』（原題：Miami Rhapsody）は、1995年制作のアメリカ合衆国のロマンティック・コメディ映画。

## あらすじ
マイアミでコピーライターをしているグウィンは、かねてから交際している恋人のマットと結婚することになった。
だが、彼女の母親ニーナや父親ヴィック、さらには兄ジョーダンの浮気が次々と発覚、結婚への不安が隠せないグウィンとマットの間も次第にギクシャクし始める。

## キャスト
※括弧内は日本語吹替。
- グウェン・マーカス：サラ・ジェシカ・パーカー（勝生真沙子）
- アントニオ：アントニオ・バンデラス（大塚明夫）
- マット：ギル・ベローズ（井上和彦）
- ニーナ・マーカス：ミア・ファロー（谷育子）
- ヴィック・マーカス：ポール・マザースキー（阪脩）
- ジョーダン・マーカス：ケヴィン・ポラック（大塚芳忠）
- カイア：ナオミ・キャンベル（藤生聖子）
- レスリー・マーカス：カーラ・グギノ（井上喜久子）
- ミッチェル：ジェレミー・ピヴェン（田中正彦）
- デレク：ドナル・ローグ（小野健一）
- ゼルダ：ケリー・ビショップ（此島愛子）
- テリー：バーバラ・ギャリック（幸田直子）
- ジェフ：ボー・イーソン（佐久田修）
- チャーリー：ノーマン・スタインバーグ（田原アルノ）
- ラビ：ベン・スタイン